# Landtagswahlkreis Neumünster
Der Wahlkreis Neumünster (Wahlkreis 11) ist ein Landtagswahlkreis in Schleswig-Holstein. Der Wahlkreis umfasst die gesamte kreisfreie Stadt Neumünster sowie die Gemeinde Boostedt, die dem Amt Boostedt-Rickling im Kreis Segeberg angehört. Bis 2009 trug er die Nummer 14 und 2012 die Nummer 12. Der Wahlkreis galt lange Zeit als SPD-Hochburg. Bis einschließlich 2005 stellte sie nur dreimal (1954, 1971 und 1975) nicht den Wahlkreissieger. Seit 2009 gewann jedoch die CDU bei drei der vier Wahlen das Mandat.

## Landtagswahl 2022
| Direktkandidat         | Partei           | Erststimme (gesamt) | Erststimme (in %) | Zweitstimme (gesamt) | Zweitstimme (in %) |
| ---------------------- | ---------------- | ------------------- | ----------------- | -------------------- | ------------------ |
| Hauke Hansen           | CDU              | 13.969              | 43,4              | 15.076               | 46,6               |
| Kirsten Eickhoff-Weber | SPD              | 7.260               | 22,6              | 5.822                | 18,0               |
| Aminata Touré          | GRÜNE            | 6.016               | 18,7              | 4.636                | 14,3               |
| Florian Meyer          | FDP              | 1.682               | 5,2               | 1.884                | 5,8                |
| Vivian Wind            | AfD              | 1.962               | 6,1               | 1.924                | 5,9                |
| Fritz Ewert            | LINKE            | 7547                | 1,7               | 489                  | 1,5                |
| –                      | SSW              | –                   | –                 | 1.481                | 4,6                |
| –                      | PIRATEN          | –                   | –                 | 167                  | 0,5                |
| Thorsten Schutz        | FREIE WÄHLER     | 319                 | 1,0               | 146                  | 0,5                |
| –                      | Die Partei       | –                   | –                 | 171                  | 0,5                |
| –                      | Z.               | –                   | –                 | 20                   | 0,1                |
| Peter Müller           | dieBasis         | 324                 | 1,0               | 311                  | 1,0                |
| –                      | Die Humanisten   | –                   | –                 | 21                   | 0,1                |
| –                      | Gesundheitsf.    | –                   | –                 | 21                   | 0,1                |
| –                      | Tierschutzpartei | –                   | –                 | 155                  | 0,5                |
| –                      | Volt             | –                   | –                 | 35                   | 0,1                |
| Jürgen Joost           | LKR              | 81                  | 0,3               | –                    | –                  |

Hauke Hansen, der seinem seit 2017 amtierenden Parteifreund Wolf Rüdiger Fehrs nachfolgte, gewann erstmals den Wahlkreis. Außerdem wurde die Direktkandidatin der Grünen, Aminata Touré, die dem Landtag seit 2017 angehört, über die Landesliste ihrer Partei in den Landtag gewählt. Hingegen schied die SPD-Direktkandidatin Kirsten Eickhoff-Weber, die seit 2012 Landtagsabgeordnete war, aus dem Landtag aus, da ihr Listenplatz 14 aufgrund der Verluste ihrer Partei nicht mehr ausreichte.
| Direktkandidat | Partei |
| -------------- | ------ |
| Jürgen Joost   | LKR    |

## Landtagswahl 2017
Die Landtagswahl 2017 erbrachte folgendes Ergebnis:
Wahlkreisergebnis der Landtagswahl in Schleswig-Holstein 2017:
| Direktkandidat         | Partei     | Erststimmen in % | Zweitstimmen in % |
| ---------------------- | ---------- | ---------------- | ----------------- |
| Wolf Rüdiger Fehrs     | CDU        | 36,4             | 29,9              |
| Kirsten Eickhoff-Weber | SPD        | 34,9             | 28,3              |
| Aminata Touré          | GRÜNE      | 8,8              | 13,0              |
| Peter Janetzky         | FDP        | 6,7              | 11,7              |
| Cord Böge              | PIRATEN    | 1,5              | 1,2               |
| -                      | SSW        | -                | 2,3               |
| Heinrich Wadle         | LINKE      | 3,1              | 3,5               |
| –                      | FAMILIE    | –                | 0,8               |
| –                      | FW-SH      | –                | 0,3               |
| Bernd Wiegmann         | AfD        | 7,2              | 7,6               |
| Jürgen Joost           | LKR        | 1,0              | 0,8               |
| –                      | Die Partei | –                | 0,5               |
| –                      | Z.SH       | –                | 0,2               |

Neben dem Wahlkreissieger Wolf-Rüdiger Fehrs (CDU), der das Mandat nach fünf Jahren der SPD wieder abnehmen konnte, wurde seine Vorgängerin Kirsten Eickhoff-Weber über die Landesliste der SPD gewählt. Die Kandidatin der Grünen, Aminata Touré, deren Listenplatz elf zunächst nicht für ein Mandat ausgereicht hatte, rückte am 29. Juni 2017 in den Landtag nach, nachdem Monika Heinold nach ihrer erneuten Ernennung zur Finanzministerin ihr Mandat niederlegte.

## Landtagswahl 2012
Die Landtagswahl 2012 erbrachte folgendes Ergebnis:
Wahlkreisergebnis der Landtagswahl in Schleswig-Holstein 2012:
| Direktkandidat         | Partei  | Erststimmen in % | Zweitstimmen in % |
| ---------------------- | ------- | ---------------- | ----------------- |
| Kirsten Eickhoff-Weber | SPD     | 39,6             | 33,9              |
| Torsten Geerdts        | CDU     | 38,1             | 29,2              |
| Petra Müller           | GRÜNE   | 8,1              | 11,2              |
| Angelika Beer          | PIRATEN | 7,8              | 8,4               |
| Stefan Kommoß          | FDP     | 3,1              | 7,4               |
| -                      | SSW     | -                | 3,8               |
| Jonny Griese           | LINKE   | 3,2              | 2,6               |
| –                      | FAMILIE | –                | 1,4               |
| –                      | NPD     | –                | 1,2               |
| –                      | FW-SH   | –                | 0,7               |
| –                      | MUD     | –                | 0,1               |

Neben der Wahlkreissiegerin Kirsten Eickhoff-Weber (SPD), die das Mandat nach fünf Jahren der CDU wieder abnehmen konnte, wurde die Direktkandidatin der Piraten und ehemalige Bundesvorsitzende der Grünen, Angelika Beer, auf der Landesliste ihrer neuen Partei in das Parlament gewählt. Der bisherige Wahlkreisabgeordnete und Landtagspräsident Torsten Geerdts verpasste den Wiedereinzug in den Landtag, da sein Platz auf der CDU-Landesliste nicht ausreichte.

## Landtagswahl 2009
Wahlkreisergebnis der Landtagswahl in Schleswig-Holstein 2009:
| Direktkandidat    | Partei         | Erststimmen in % | Zweitstimmen in % |
| ----------------- | -------------- | ---------------- | ----------------- |
| Torsten Geerdts   | CDU            | 37,4             | 30,6              |
| Andreas Hering    | SPD            | 33,2             | 29,2              |
| Reinhard Ruge     | FDP            | 9,4              | 14,0              |
| Petra Müller      | GRÜNE          | 9,9              | 10,7              |
| -                 | SSW            | -                | 3,0               |
| Martin Schmielau  | LINKE          | 5,8              | 6,4               |
| Wolfgang Dudda    | PIRATEN        | 2,2              | 1,9               |
| -                 | NPD            | -                | 1,4               |
| Hans-Jürgen Gorba | FW-SH          | 1,2              | 0,9               |
| –                 | RENTNER        | –                | 0,7               |
| –                 | FAMILIE        | –                | 1,0               |
| –                 | RRP            | –                | 0,1               |
| –                 | IPD            | –                | 0,1               |
| Rolf Hoffmann     | Einzelbewerber | 1,0              | -                 |

Neben dem Wahlkreissieger Torsten Geerdts, der dem Landtag bereits seit 1992 über die CDU-Landesliste angehört hatte und den Wahlkreis als erster Christdemokrat seit Herbert Gerisch 1975 gewinnen konnte, schaffte kein weiterer Wahlkreisbewerber den Sprung in das Parlament.

## Landtagswahl 2005
Die Landtagswahl 2005 ergab folgendes Ergebnisse:
| Gegenstand der Nachweisung | Gegenstand der Nachweisung | Erst- stimmen | Erst- stimmen | Zweit- stimmen | Zweit- stimmen |
| Bewerber                   | Partei                     | Anzahl        | %             | Anzahl         | %              |
| -------------------------- | -------------------------- | ------------- | ------------- | -------------- | -------------- |
| Wahlberechtigte            | Wahlberechtigte            | 64.677        | 64.677        | 64.677         | 64.677         |
| Wähler                     | Wähler                     | 39.217        | 39.217        | 39.217         | 39.217         |
| Ungültige Stimmen          | Ungültige Stimmen          | 1.357         | 3,5           | 668            | 1,7            |
| Gültige Stimmen            | Gültige Stimmen            | 37.860        | 96,5          | 38.549         | 98,3           |
| davon                      |                            |               |               |                |                |
| Jutta Schümann             | SPD                        | 17.598        | 46,5          | 16.124         | 41,8           |
| Torsten Geerdts            | CDU                        | 15.661        | 41,4          | 14.228         | 36,9           |
| ?                          | FDP                        | 2.399         | 6,3           | 2.602          | 6,7            |
| ?                          | GRÜNE                      | 1.616         | 4,3           | 1.946          | 5,0            |
| –                          | SSW                        | –             | –             | 1.010          | 2,6            |
| –                          | NPD                        | –             | –             | 1.203          | 3,1            |
| –                          | FAMILIE                    | –             | –             | 501            | 1,3            |
| ?                          | Übrige                     | 586           | 1,5           | 935            | 2,4            |

Der Wahlkreis wurde im Landtag durch die direkt gewählte Wahlkreisabgeordnete Jutta Schümann (SPD) vertreten, die zuvor den aufgelösten Wahlkreis Neumünster-Nord vertreten hatte. Dem CDU-Kandidat Torsten Geerdts, der dem Landtag bereits seit 1992 über die Landesliste seiner Partei angehörte, gelang erneut über die Liste der Einzug in das Parlament.

## Bisherige Abgeordnete
Direkt gewählte Abgeordnete des Wahlkreises Neumünster waren:
| Jahr | Direktkandidat         | Partei | Erststimmen in % |
| ---- | ---------------------- | ------ | ---------------- |
| 2022 | Hauke Hansen           | CDU    | 43,4             |
| 2017 | Wolf Rüdiger Fehrs     | CDU    | 36,8             |
| 2012 | Kirsten Eickhoff-Weber | SPD    | 39,6             |
| 2009 | Torsten Geerdts        | CDU    | 37,4             |
| 2005 | Jutta Schümann         | SPD    | 46,5             |
| 2000 | Arno Jahner            | SPD    | 53,4             |
| 1996 | Uwe Döring             | SPD    | 45,9             |
| 1992 | Rudolf Johna           | SPD    | 50,3             |
| 1988 | Rudolf Johna           | SPD    | 61,0             |
| 1987 | Rudolf Johna           | SPD    | 51,8             |
| 1983 | Rudolf Johna           | SPD    |                  |
| 1979 | Rudolf Johna           | SPD    | 48,6             |
| 1975 | Herbert Gerisch        | CDU    | 48,1             |
| 1971 | Herbert Gerisch        | CDU    | 49,4             |
| 1967 | Walter Tiemann         | SPD    | 47,6             |
| 1962 | Walter Tiemann         | SPD    | 49,7             |
| 1958 | Eugen Lechner          | SPD    | 45,2             |
| 1954 | Hans Blöcker           | CDU    | 41,4             |
| 1950 | Paul Lohmann           | SPD    | 35,6             |
| 1950 | Paul Lohmann           | SPD    | 51,7             |

Siehe Liste der Landtagswahlkreise in Schleswig-Holstein